# L'Impatience
L'impatience (La impaciencia), RCT 26 es el título de una cantata de Jean-Philippe Rameau.
Fue compuesta aproximadamente en 1720 o antes de esa fecha, probablemente en Clermont-Ferrand (según Hugues Maret). La conocemos gracias a la copia manuscrita (no autógrafa) que ha llegado hasta nosotros.
Está escrita para voz de soprano («dessus»), viola da gamba y bajo continuo. La viola tiene un importante papel concertante a la italiana; pese a ello, en opinión de Cuthbert Girdlestone, L'impatience es una de las cantatas menos elaboradas de Rameau (op.cit. página 65).
Argumento: Un amante espera en un bosque al alba a su amada, que ha de acudir a su encuentro. La espera espolea su impaciencia y manifiesta su envidia por los pájaros, que cantan felices. Corine llega finalmente, como promesa de la felicidad que sigue a la espera. 
La cantata consta de tres arias de caracteres diversos, precedidas cada una de un recitativo (la espera impaciente, la meditación racional y, por último, la alegría recobrada).
Récitatif
Ces lieux brillent déjà d'une vive clarté.
Depuis longtemps, j'ai vu naître l'aurore.
Le charmant objet que j'adore
Devait la précéder dans ce bois écarté.
Mais je ne la vois point encore.
Air gai
Ce n'est plus le poids de ma chaîne
Qui me fait pousser des soupirs,
La seule attente des plaisirs
Fait à présent toute ma peine.
Attends-tu pour payer ma flamme,
Amour, que je sois plus épris ?
Tu connais l'ardeur de mon âme ;
En peux-tu retarder le prix ?
Récitatif
Les oiseaux d'alentour chantent dans ce bocage,
Et je connais à leur ramage
Que rien ne manque plus au bonheur de leurs feux.
Ils goûtent avant moi les fruits de la constance.
Peut-être mieux traités sont-ils plus amoureux.
Air tendre
Pourquoi leur envier leur juste récompense ?
L'amour ne me fait point d'offense
Quand il rend les amant heureux.
Il songe à redoubler par mon impatience
Le doux plaisir qui doit suivre mes vœux.
Récitatif
Mais Corine paraît, je vois enfin les charmes
Qui vont dissiper mes alarmes.
Allons tomber à ses genoux !
Oiseaux, de votre sort, je ne suis plus jaloux !
Air léger
Tu te plais, enfant de Cythère,
À faire acheter tes douceurs.
L'amour que tu veux satisfaire
N'est point exempt de tes rigueurs.
Pour être heureux dans ton empire
Il faut qu'il en coûte des pleurs.
Plus un fidèle amant soupire,
Mieux il connaît le prix de tes faveurs.